# Huib Hoste
Huib Hoste (Bruges, 6 febbraio 1881 – Hove, 18 agosto 1957) è stato un architetto ed urbanista belga.

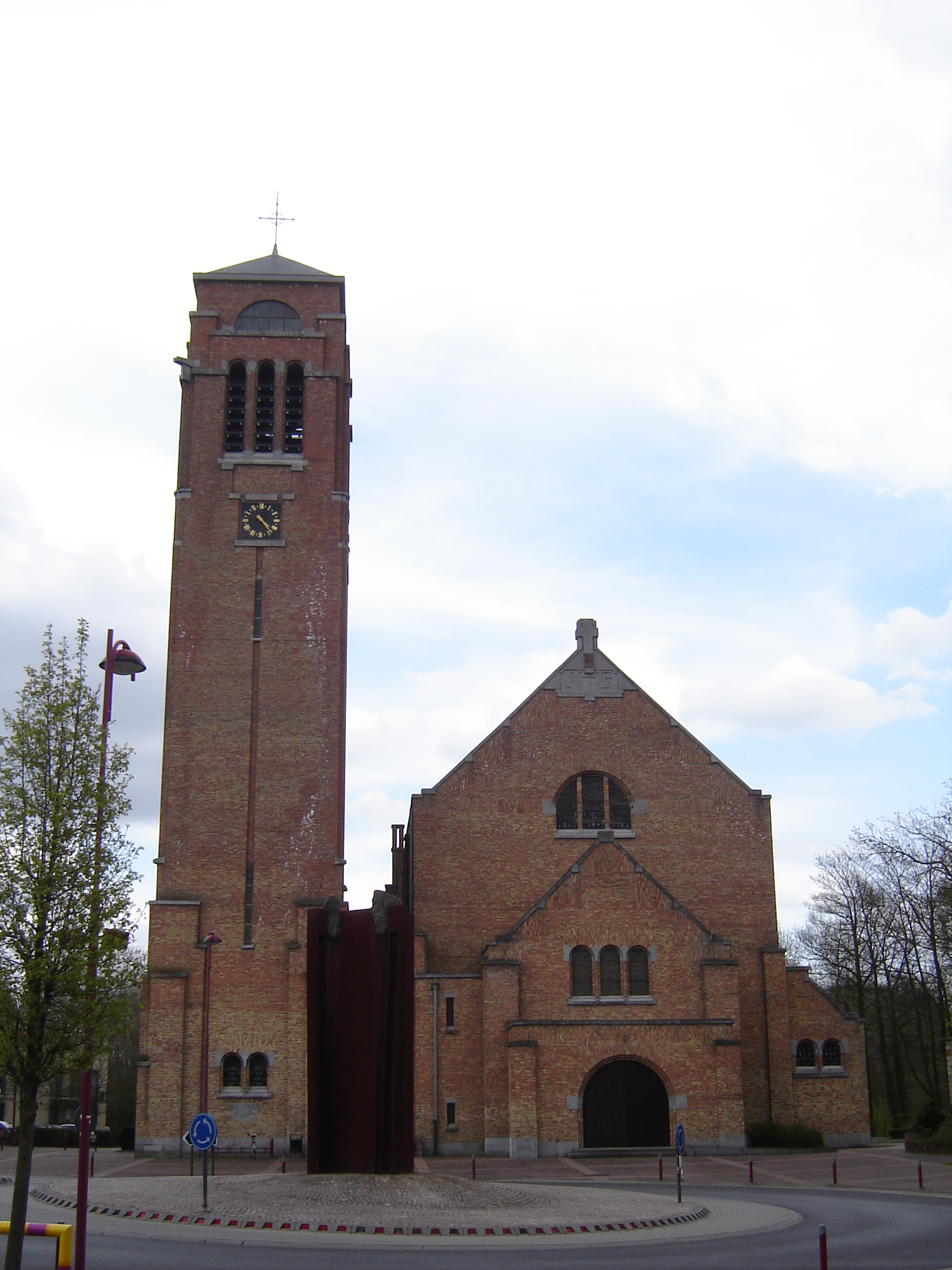
Chiesa Notre-Dame a Zonnebeke

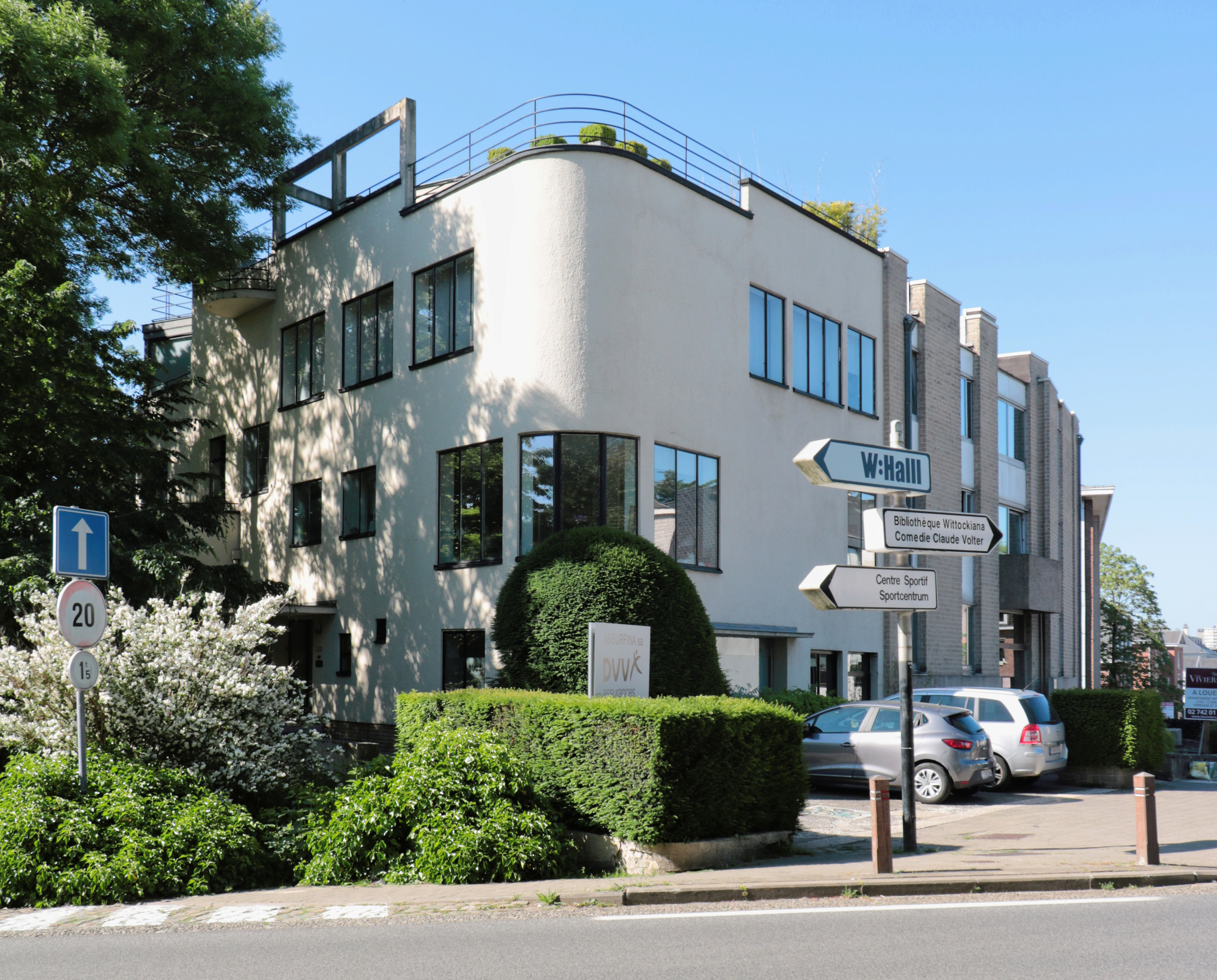
Casa Gombert (Bruxelles, 1933).

Huib Host (per esteso Huibrecht Hoste) soggiorna nei Paesi Bassi durante la prima guerra mondiale e pubblica diversi articoli nella rivista De Stijl tra il 1918 e il 1920. Nel 1920 organizza assieme a Josef Peeters il primo Congresso di arte moderna ad Anversa. 
Realizza diverse città giardino in Belgio fra cui "Klien Rusland" a Zelzate (1921-23) in collaborazione con Louis Van der Swaelmen, e "Kapelleveld" vicino a Bruxelles (1923-26) in collaborazione con Antoine Pompe, P. Rubbers e G.F. Hoeben. In qualità di designer progetterà diversi mobili per il Nordzee Hotel a Knokke. 
All'attività di progettista affianca la ricerca teorica e fonda la rivista Opbouwen che diffonde le idee del movimento moderno nelle Fiandre. 
Nel 1928 fa parte della delegazione belga presente al primo congresso dei CIAM a La Sarraz. 
Nel 1933 presenterà assieme a Le Corbusier un progetto di urbanizzazione della riva sinistra dell'Escaut ad Anversa.

## Principali opere
- Zwart Huis. La Casa Nera, Knokke, Belgio. La casa nera, "Zwart Huis" è stata costruita nel 1924 dall'architetto Huib Hoste, per il Dottor De Beir. La casa è molto rivoluzionaria per i suoi tempi ed è un bell'esemplare del modernismo in Belgio. L'architetto Huis Hoste era stato ispirato dal gruppo olandese De Stijl. La casa nera "Zwart Huis" è stata classificata come monumento protetto nel gennaio 2000. Dall'aprile del 2001, la casa è una galleria d'arte contemporanea e del mobile moderno, completamente arredata con pezzi originali Alivar.
- Casa a Zele (1931) con una struttura in c.a; le stanze si sviluppano attorno alla hall centrale.
- Casa Gombert (1933) a Woluwe-Saint-Pierre. Presenta alcuni elementi tipo del modernismo: tetto piano e volumi cubisti. Nel 1995 è stata vincolata.
- Chiesa Notre-Dame a Zonnebeke (1922), costruita sui ruderi di una chiesa abbaziale. È stata la prima chiesa moderna del Belgio. I materiali usati sono i mattoni e il calcestruzzo. Le vetrate sono di Huib Hoste e dell'artista Jules Fonteyne.

Kapelleveld (1923-1926).
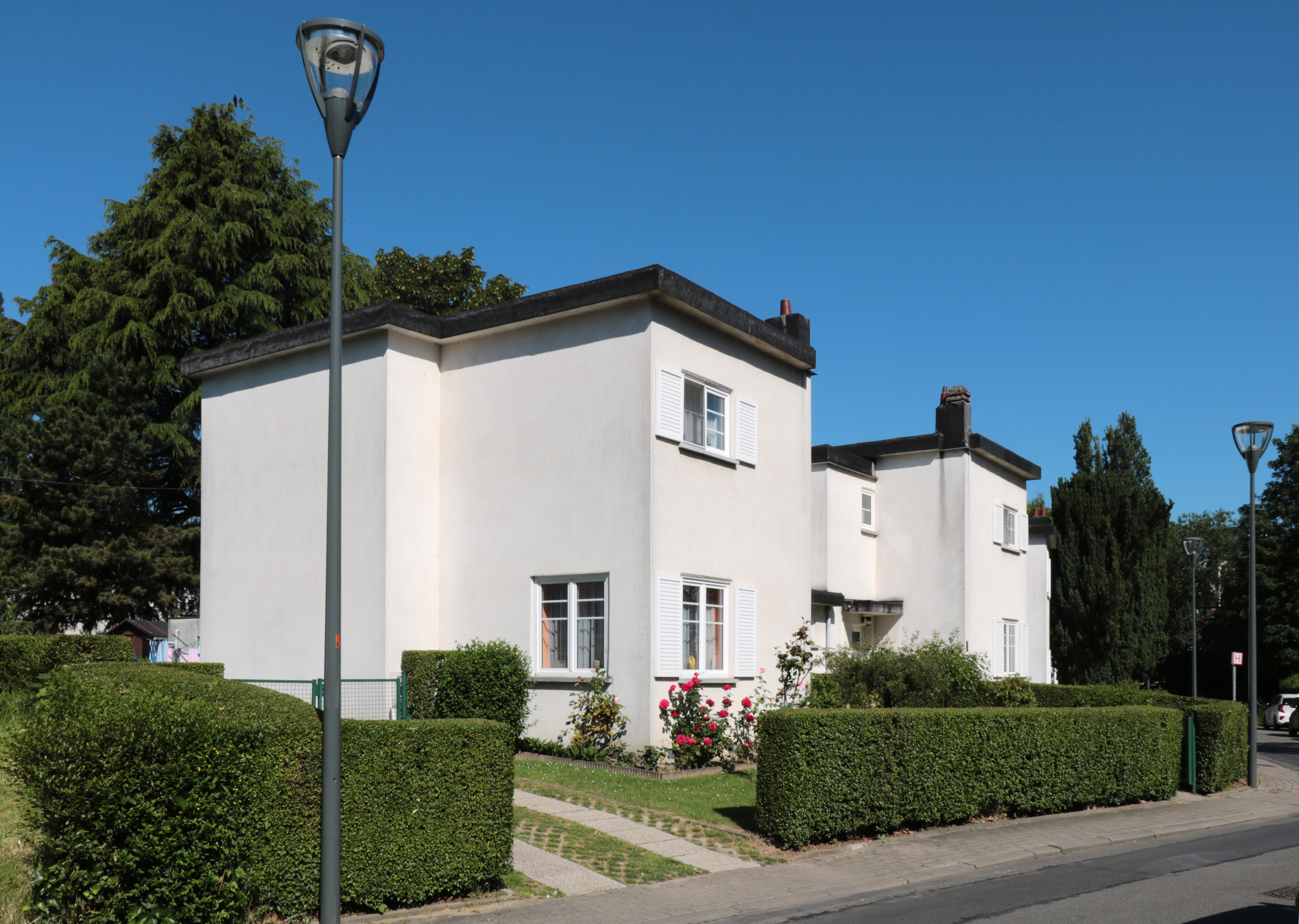
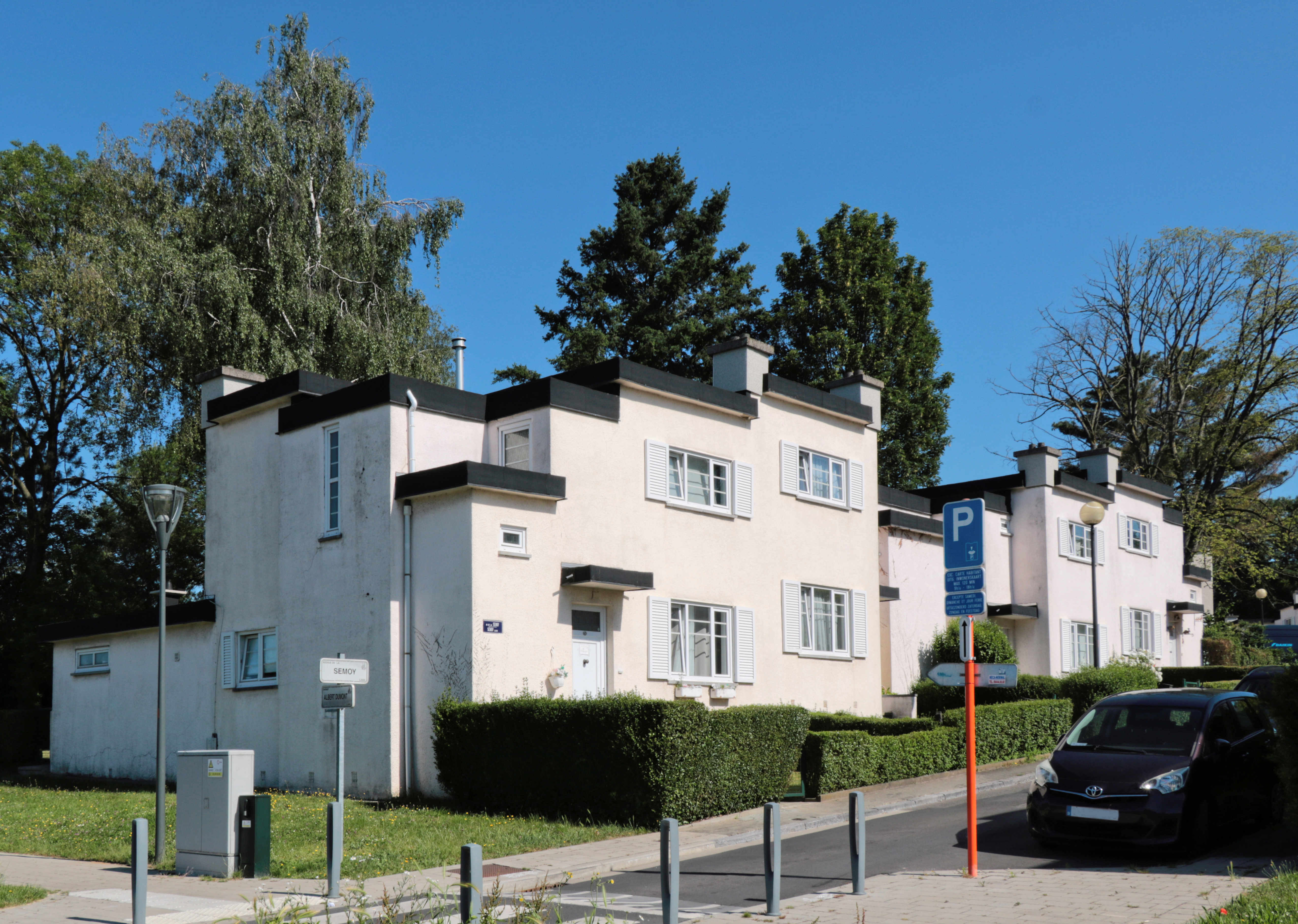
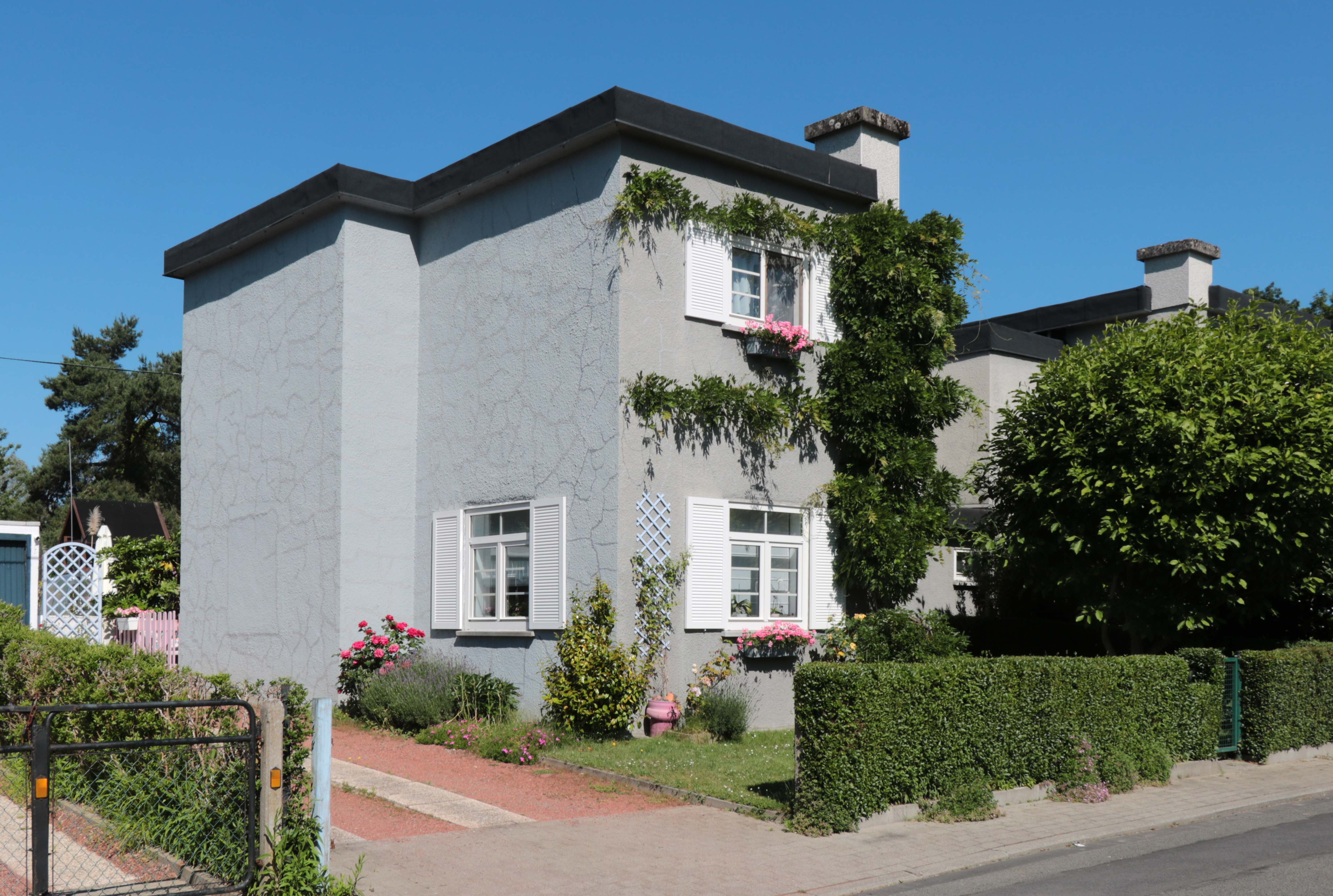